# Mank (miasto)
Mank – miasto w Austrii, w kraju związkowym Dolna Austria, w powiecie Melk. Liczy 3 142  mieszkańców (1 stycznia 2015).